# 野球香港代表
野球香港代表（やきゅうホンコンだいひょう）は、香港における野球のナショナルチームである。WBSCアジアに所属。

## 概説
2004年のアジア・カップでは4位。
2006年のアジア・カップで3位。
2007年のアジア選手権に出場。フィリピン、タイに連敗したが、パキスタンに勝利し予選リーグ3位で大会を終えた。
2009年のアジア・カップでは4位。
2010年のアジア・カップでは準優勝。
2012年の東アジア・カップでは3位。
2015年の東アジア・カップでは準優勝のインドネシアに勝利したが3位。
リトルリーグなど若年層にはそれなりに普及しているものの野球を続ける環境が少ないため、フル代表では上位への進出が少ない。

## 主な選手
- 劉裕堅：投手
- 趙嗣淦：投手
- 全智偉：投手
- 香子俊：投手
- 梁宇聰（中国語版）：投手
- 朱灝源：捕手
- 曾健忠：捕手
- 區穎良：内野手
- 蔣瀚橋：内野手
- 麥雅明：内野手
- 呉毓明：内野手
- 黄偉楠：内野手
- 陳紀華：外野手
- 陳子揚：外野手
- 趙殷諾：外野手

## 歴代監督
- 麥年豐